# Брадвари
Брадвари (болг. Брадвари) — село в Болгарии. Находится в Силистренской области, входит в общину Силистра. Население составляет 1010 человек.

## Политическая ситуация
В местном кметстве Брадвари, в состав которого входит Брадвари, должность кмета (старосты) исполняет Ерджан Дурал Дурал (Движение за права и свободы (ДПС)) по результатам выборов.
Кмет (мэр) общины Силистра — Иво Кирилов Андонов (инициативный комитет) по результатам выборов.